# エレーヌ (競走馬)
エレーヌとは、地方競馬に所属していた競走馬である。デビューから約13か月の間に12競馬場で26レースに出走、年間重賞勝利数1位タイとなる8勝と2010年度GRANDAME-JAPAN3歳シーズン1位のタイトルを獲得したが、2010年9月に急死した。

## 経歴

### 1歳時
1歳時に「トラックマグナ2007」の名で2度セールに出されたが、このときは買い手がつかなかった。

### 2歳時
ホッカイドウ競馬に所属し、2009年8月20日にデビュー。2戦目で先行抜け出しで初勝利を挙げるが、オープンクラスでは後方から差を詰めて届かない、物足りないレースが続いた。ホッカイドウ競馬のオフシーズンに馬主間でのトレードが成立し、笠松の山中輝久厩舎に移籍。JRAのエリカ賞に遠征（7着）の後、移籍2戦目で2勝目を挙げる。

### 3歳時
福寿草特別で再度中央に遠征で8着、園田クイーンセレクションでは直線で内によれて落馬競走中止したものの、4コーナーで楽に先頭に立つレースぶりで頭角をあらわす。その後の年明け3戦目から3か月半の間に8戦7勝、地元3歳の最強馬決定戦東海ダービーまで重賞5連勝を含む6勝で、瞬く間に東海地方のトップにのし上がった。
スプリングカップは後方から差し切り勝ち、新緑賞は先行して4コーナーで先頭に立って押し切り、留守杯日高賞は先行して直線余裕をもって抜け出すレコード勝ち、ル・プランタン賞は中団から向こう正面から3コーナーで早め先頭に立って楽勝、のじぎく賞は中団から直線だけで差し切り勝ち、東海ダービーでは後方から2周目3コーナーで先団にとりついて直線で競り勝った。このうちの留守杯日高賞、ル・プランタン賞、のじぎく賞はGRANDAME-JAPAN3歳シーズンの対象レースで、これらを勝ったことで3歳シーズン初代女王に輝いた。この間、スプリングカップから中央の沈丁花賞は中8日、留守杯日高賞からル・プランタン賞は中5日で出走、すべて違う競馬場での出走だった。
JRAと南関東の一線級が揃った関東オークスは後方から直線で差を詰めるも離された6着で連勝がストップする。古馬との初対決となったムーンストーンオープンは逃げ切りを許して3着、全国から一流馬が揃った3歳馬最強決定戦のジャパンダートダービーは中団後方のまま10着に敗れた。読売レディス杯は後方から3コーナーで先団にとりつくも3着まで。東海クイーンカップは中団後方から4コーナーで進出して格の違う末脚で完勝、兵庫サマークイーン賞は2周目3コーナーで先頭に立って押し切り、重賞を2連勝した。ビューチフル・ドリーマーカップは終始先行するも逃げたマイネベリンダをとらえきれず2着だった。関東オークス以降、兵庫サマークイーン賞とビューチフル・ドリーマーカップはわずか中4日で出走、それ以外はほぼ中1週で出走している。名古屋競馬場で2戦した以外はすべて違う競馬場での出走である。
そしてホッカイドウ競馬への凱旋レースとなったノースクイーンカップは、離れた最後方2番手から向こう正面でズルズルと後退、直線に入るころには大差の最後方になってしまう。結局勝ち馬から9.2秒も離されての殿負けを喫してしまった。その後笠松へ帰厩するが、9月25日未明に心不全で死亡した。後日、GRANDAME-JAPAN古馬シーズンにおいて、1位のキーポケットと同ポイントの2位となった。

### 過密なスケジュールについて
地方の下級条件馬並みのレース間隔で全国を飛びまわる過密なスケジュールに影響したとされるのがGRANDAME-JAPANのレーススケジュールである。2010年の3歳シーズンは対象の6レースが、同じく古馬シーズンは対象の7レースが、いずれも3か月の間に全国各地の競馬場で行われている。
エレーヌのキャリアの中でも特に短いレース間隔となった、留守杯日高賞（水沢）→ル・プランタン賞（佐賀）の中5日、兵庫サマークイーン賞（園田）→ビューチフル・ドリーマーカップ（水沢）の中4日は、いずれもGRANDAME-JAPANの対象レースである。エレーヌはGRANDAME-JAPANのうち、3〜6月に行われる3歳シーズン、7〜10月に行われる古馬シーズンのどちらもタイトルを狙って出走していたため、長期にわたって過密なスケジュールが続く一因となった。GRANDAME-JAPANを念頭に置いてのローテーションであったことは、山中師も「シリーズがなければ無理はしないと思うんですが」とレース後のコメントで認めている。
なお、GRANDAME-JAPANにおいて、シリーズの対象レースすべてへの出走は義務付けられておらず、出走レースの選択は各馬の陣営の判断に委ねられている。

## 愛称
2010年のGRANDAME-JAPAN3歳シーズンでは山中輝久厩舎に所属する牝馬が活躍し、留守杯日高賞では1着から4着まで、ル・プランタン賞では1着から3着までをそれぞれ独占した。エレーヌを含めた各馬は「笠松ガールズ」の愛称で呼ばれた。

## 競走成績
| 年月日 | 年月日 | 年月日 | 競馬場 | 競走名                       | 格      | 頭 数 | 枠 番 | 馬 番 | オッズ （人気） | 着順 | 騎手     | 斤量 | 距離（馬場）  | タイム （上3F） | タイム 差 | 勝ち馬/（2着馬）       |
| 2009.  | 8.     | 20     | 門別   | フレッシュCh                 |         | 7     | 1     | 1     | 4.80（3人）     | 4着  | 桑村真明 | 53   | ダ1000m（稍） | 1:02.8 (38.9)   | 0.7       | ガム                   |
|        | 9.     | 2      | 門別   | ルーキーCh                   |         | 9     | 5     | 5     | 7.10（4人）     | 1着  | 桑村真明 | 53   | ダ1200m（稍） | 1:14.4 (38.5)   | 0.0       | （ゼイタクザンマイ）   |
|        | 9.     | 17     | 門別   | ディクタット賞               |         | 7     | 2     | 2     | 8.20（5人）     | 4着  | 桑村真明 | 53   | ダ1200m（良） | 1:14.5 (38.3)   | 0.4       | サンサンフロア         |
|        | 10.    | 15     | 門別   | フォーティーナイナーズサン賞 |         | 12    | 6     | 7     | 5.80（3人）     | 7着  | 桑村真明 | 54   | ダ1200m（重） | 1:15.1 (38.7)   | 1.2       | セレクトシューズ       |
|        | 10.    | 29     | 門別   | JAしずない万馬券特別         |         | 12    | 8     | 11    | 16.80（7人）    | 2着  | 桑村真明 | 54   | ダ1200m（重） | 1:14.0 (38.1)   | 0.1       | ロマンス               |
|        | 11.    | 11     | 門別   | 十勝軽種馬農業協同組合特別   |         | 7     | 5     | 5     | 3.30（2人）     | 2着  | 桑村真明 | 54   | ダ1200m（重） | 1:13.9 (37.4)   | 0.3       | ブレイクスルー         |
|        | 12.    | 13     | 阪神   | エリカ賞                     | 500万下 | 8     | 1     | 1     | 110.40（8人）   | 7着  | 吉田稔   | 54   | 芝2000m（良） | 2.06.9 (35.2)   | 1.6       | エイシンフラッシュ     |
|        | 12.    | 30     | 笠松   | サラ系2歳2組特選             |         | 9     | 2     | 2     | 6.90（4人）     | 1着  | 筒井勇介 | 54   | ダ1400m（良） | 1.31.0（----）  | -0.2      | （ベストドレッサー）   |
| 2010.  | 1.     | 9      | 京都   | 福寿草特別                   | 500万下 | 13    | 5     | 7     | 292.5（12人）   | 8着  | 吉田稔   | 54   | 芝2000m（良） | 2:02.0 (35.2)   | 0.9       | レーヴドリアン         |
|        | 1.     | 21     | 園田   | 園田クイーンSe               | 重      | 10    | 7     | 8     | 6.50（4人）     | 中止 | 筒井勇介 | 54   | ダ1400m（重） | ------（----）  | ---       | コロニアルペガサス     |
|        | 2.     | 23     | 笠松   | サラ系3歳1組特別             |         | 6     | 6     | 6     | 1.40（1人）     | 1着  | 筒井勇介 | 54   | ダ1400m（良） | 1.28.2（----）  | -0.8      | （バトルアツヒメ）     |
|        | 3.     | 5      | 名古屋 | スプリングC                  | SPII    | 11    | 5     | 5     | 1.70（1人）     | 1着  | 筒井勇介 | 54   | ダ1800m（重） | 1.56.7 (37.2)   | -0.0      | （タンブリングダンス） |
|        | 3.     | 14     | 中京   | 沈丁花賞                     | 500万下 | 16    | 3     | 6     | 30.00（9人）    | 9着  | 吉田稔   | 54   | ダ1700m（良） | 1.48.5 (39.0)   | 0.9       | タマモアルプス         |
|        | 4.     | 2      | 笠松   | 新緑賞                       | SPII    | 10    | 4     | 4     | 1.70（1人）     | 1着  | 筒井勇介 | 54   | ダ1600m（不） | 1.41.6 (37.1)   | -0.3      | （タンブリングダンス） |
|        | 4.     | 19     | 水沢   | 留守杯日高賞                 | 重      | 12    | 2     | 2     | 1.60（1人）     | 1着  | 筒井勇介 | 54   | ダ1600m（稍） | 1.43.2 (38.1)   | -0.4      | （コロニアルペガサス） |
|        | 4.     | 25     | 佐賀   | ル・プランタン賞             | KJ1     | 11    | 7     | 10    | 1.30（1人）     | 1着  | 筒井勇介 | 54   | ダ1800m（良） | 1.58.1 (37.0)   | -0.5      | （コロニアルペガサス） |
|        | 5.     | 13     | 園田   | のじぎく賞                   | 重      | 12    | 7     | 10    | 1.20（1人）     | 1着  | 筒井勇介 | 54   | ダ1700m（良） | 1.51.8 (37.5)   | -0.1      | （アートオブビーン）   |
|        | 6.     | 4      | 名古屋 | 東海ダービー                 | SPI     | 12    | 4     | 4     | 1.30（1人）     | 1着  | 筒井勇介 | 54   | ダ1900m（良） | 2.04.5 (39.0)   | -0.1      | （ラッキーサンライズ） |
|        | 6.     | 16     | 川崎   | 関東オークス                 | JpnII   | 14    | 8     | 14    | 12.00（7人）    | 6着  | 筒井勇介 | 54   | ダ2100m（重） | 2.15.2 (40.2)   | 2.1       | シンメイフジ           |
|        | 7.     | 2      | 名古屋 | ムーンストーンOP             |         | 8     | 6     | 6     | 1.30（1人）     | 3着  | 筒井勇介 | 52   | ダ1800m（良） | 1.57.7 (38.6)   | 1.5       | シンワコウジ           |
|        | 7.     | 14     | 大井   | Jダートダービー              | JpnI    | 12    | 4     | 5     | 248.4（10人）   | 10着 | 筒井勇介 | 54   | ダ2000m（重） | 2.07.3 (38.8)   | 2.1       | マグニフィカ           |
|        | 7.     | 27     | 金沢   | 読売レディス杯               | 重      | 12    | 6     | 7     | 6.80（4人）     | 3着  | 筒井勇介 | 54   | ダ1500m（良） | 1.35.9 (37.7)   | 0.9       | キーポケット           |
|        | 8.     | 13     | 名古屋 | 東海クイーンC                | SPII    | 12    | 3     | 3     | 1.70（1人）     | 1着  | 筒井勇介 | 54   | ダ1600m（稍） | 1.42.2 (37.0)   | -0.5      | （ピュアストーン）     |
|        | 8.     | 25     | 園田   | 兵庫サマークイーン賞         | 重      | 9     | 6     | 6     | 12.30（3人）    | 1着  | 筒井勇介 | 54   | ダ1700m（良） | 1.51.8 (39.3)   | -0.1      | （キーポケット）       |
|        | 8.     | 30     | 水沢   | ビューチフル・ドリーマーC    | 重      | 11    | 6     | 6     | 2.10（1人）     | 2着  | 筒井勇介 | 53   | ダ1900m（良） | 2.01.9 (37.8)   | 0.3       | マイネベリンダ         |
|        | 9.     | 21     | 門別   | ノースクイーンC              | H2      | 13    | 8     | 12    | 5.60（4人）     | 13着 | 筒井勇介 | 54   | ダ1800m（良） | 2.03.6 (44.4)   | 9.2       | ショウリダバンザイ     |

## 血統表
| エレーヌの血統（サンデーサイレンス系 / ネヴァービート（父内） 5×4=9.38%、Le Fabuleux 4×5=9.38%、Wild Risk 5×5=6.25%、Nasrullah（母内） 5×5=6.25%） | エレーヌの血統（サンデーサイレンス系 / ネヴァービート（父内） 5×4=9.38%、Le Fabuleux 4×5=9.38%、Wild Risk 5×5=6.25%、Nasrullah（母内） 5×5=6.25%） | エレーヌの血統（サンデーサイレンス系 / ネヴァービート（父内） 5×4=9.38%、Le Fabuleux 4×5=9.38%、Wild Risk 5×5=6.25%、Nasrullah（母内） 5×5=6.25%） | （血統表の出典）   | （血統表の出典） |
| 父 ダイタクリーヴァ 1997 栗毛 日本 | 父の父フジキセキ 1992 青鹿毛 日本 | *サンデーサイレンス | Halo               | Halo             |
| 父 ダイタクリーヴァ 1997 栗毛 日本 | 父の父フジキセキ 1992 青鹿毛 日本 | *サンデーサイレンス | Wishing Well       |                  |
| 父 ダイタクリーヴァ 1997 栗毛 日本 | 父の父フジキセキ 1992 青鹿毛 日本 | *ミルレーサー | Le Fabuleux        | Le Fabuleux      |
| 父 ダイタクリーヴァ 1997 栗毛 日本 | 父の父フジキセキ 1992 青鹿毛 日本 | *ミルレーサー | Marston's Mill     |                  |
| 父 ダイタクリーヴァ 1997 栗毛 日本 | 父の母スプリングネヴァー 1992 栗毛 日本 | サクラユタカオー | *テスコボーイ      | *テスコボーイ    |
| 父 ダイタクリーヴァ 1997 栗毛 日本 | 父の母スプリングネヴァー 1992 栗毛 日本 | サクラユタカオー | アンジェリカ       |                  |
| 父 ダイタクリーヴァ 1997 栗毛 日本 | 父の母スプリングネヴァー 1992 栗毛 日本 | ネヴアーイチバン | *ネヴァービート    | *ネヴァービート  |
| 父 ダイタクリーヴァ 1997 栗毛 日本 | 父の母スプリングネヴァー 1992 栗毛 日本 | ネヴアーイチバン | ミスナンバイチバン |                  |
| 母 トラックマグナ 2002 鹿毛 日本 | 母の父*アラジ 1989 Arazi 栗毛 アメリカ | Blushing Groom | Red God            | Red God          |
| 母 トラックマグナ 2002 鹿毛 日本 | 母の父*アラジ 1989 Arazi 栗毛 アメリカ | Blushing Groom | Runaway Bride      |                  |
| 母 トラックマグナ 2002 鹿毛 日本 | 母の父*アラジ 1989 Arazi 栗毛 アメリカ | Danseur Fabuleux | Northern Dancer    | Northern Dancer  |
| 母 トラックマグナ 2002 鹿毛 日本 | 母の父*アラジ 1989 Arazi 栗毛 アメリカ | Danseur Fabuleux | Fabuleux Jane      |                  |
| 母 トラックマグナ 2002 鹿毛 日本 | 母の母マイグローリア 1987 鹿毛 日本 | *ブレイヴェストローマン | Never Bend         | Never Bend       |
| 母 トラックマグナ 2002 鹿毛 日本 | 母の母マイグローリア 1987 鹿毛 日本 | *ブレイヴェストローマン | Roman Song         |                  |
| 母 トラックマグナ 2002 鹿毛 日本 | 母の母マイグローリア 1987 鹿毛 日本 | *ナマラ | Pieces of Eight    | Pieces of Eight  |
| 母 トラックマグナ 2002 鹿毛 日本 | 母の母マイグローリア 1987 鹿毛 日本 | *ナマラ | Barlow Fold F-No.7 |                  |

母の半姉にヴァイタルトラック（京成杯オータムハンデキャップ3着）、3代母の子孫にフレーザーハクユウ（九州ジュニアグランプリ、荒炎賞）がいる程度で、一族に中央重賞を勝った馬はいない。5代先までさかのぼっても、5代母の孫にイギリスのG3勝ち馬が1頭いる程度である。